# The Remix Album (album de Milli Vanilli)
Pour les articles homonymes, voir The Remix Album.
Albums de Milli Vanilli
All or Nothing: The U.S. Remix Album The Moment of Truth
The Remix Album est le troisième album de Milli Vanilli sorti en 1990.
En raison des différences significatives entre le premier album original du groupe, All or Nothing, et la version nord-américaine de Girl You Know It's True, le producteur Frank Farian décide de rassembler ces chansons inédites dans un album de remixes. L'album s'est placé trente-deuxième dans les classements musicaux aux États-Unis et est certifié disque d'or par la RIAA en juillet 1990.

## Liste de chansons
| 1. | Girl You Know It's True     | 5:30 |
| 2. | Baby Don't Forget My Number | 5:32 |
| 3. | Blame It on the Rain        | 5:49 |
| 4. | All or Nothing              | 5:38 |
| 5. | Money                       | 5:33 |
| 6. | Hush                        | 4:17 |
| 7. | Can't You Feel My Love      | 4:16 |
| 8. | Boy in the Tree             | 4:06 |
| 9. | Girl I'm Gonna Miss You     | 5:15 |

## Personnel
- Charles Shaw – chant, chœur
- John Davis – chant, chœur
- Brad Howell – chant
- Jodie Rocco – chant
- Linda Rocco – chant
- Frank Farian – producteur

## Classement
| Classement (1990)          | Position |
| -------------------------- | -------- |
| Australie (ARIA)           | 68       |
| Canada (Canadian Albums)   | 43       |
| États-Unis (Billboard 200) | 32       |